# Brandon Brown (ur. 1989)
Brandon Brown (ur. 14 sierpnia 1989) – amerykański koszykarz, występujący na pozycji rozgrywającego, obecnie zawodnik BC Niżnego Nowogród.
19 grudnia 2015 podpisał umowę z klubem King Wilki Morskie Szczecin. 21 lipca 2016 został zawodnikiem Siarki Tarnobrzeg. 17 marca 2017 przeniósł się z Siarki Tarnobrzeg do PGE Turowa Zgorzelec.
4 sierpnia 2017 został zawodnikiem Trefla Sopot. 9 września 2018 dołączył do bułgarskiego Balkan Botevgrad.
2 lipca 2019 zawarł kontrakt z rosyjskim BC Niżny Nowogród.

## Osiągnięcia
College
- Zaliczony do I składu turnieju NAIA Division I (2012)[7]